# Teoria rzeczywistego konfliktu
Teoria rzeczywistego konfliktu głosi, że w sytuacji, gdy zasoby są ograniczone, dochodzi do powstania rzeczywistego konfliktu między grupami społecznymi, którego konsekwencjami są stereotypy, uprzedzenia oraz dyskryminacja.
Konflikt nasila się zwłaszcza w przypadku gry o sumie zerowej.
Podczas rozwoju tego konfliktu członkowie grupy są zainteresowani wytworzeniem negatywnego obrazu przeciwnika. Podnosi to bowiem morale własnej grupy, zwiększa szanse, że nie będziemy litować się nad przeciwnikiem i z łatwością wyrządzimy mu krzywdę, dzięki czemu podnosi się szansa pokonania go. Dodatkowym zyskiem ze stereotypizacji wroga jest komfort psychiczny, poczucie wyższości itp.
Muzafer Sherif przeprowadził w 1961 eksperyment naturalny, w którym chłopców podzielono na dwie grupy zamieszkujące dwa odrębne szałasy. Po kilku meczach między grupami, stosunki pogorszyły się na tyle, by chłopcy zaczęli się wyzywać, podejmować bójki i napadać na swoje szałasy.
Teoria ta nie jest w stanie wyjaśnić źródeł stereotypów grup, z którymi nie mamy konfliktu lub ich zupełnie nie znamy.
Teoria ta jest potwierdzona przez liczne badania, na przykład najsilniejsze wrogie nastawienie do imigrantów mają ludzie z niższych klas społecznych, którzy spostrzegają ich jako wrogów. Także podczas wojen żołnierze bardzo często tworzą stereotyp wroga, nazywając ich np. żółtki, hitlery, wyznawcy szatana, barbarzyńcy, komuchy itd.
Często z rzeczywistym konfliktem idzie w parze zjawisko międzygrupowej asymetrii językowej.